# MÁV-telep (Miskolc)

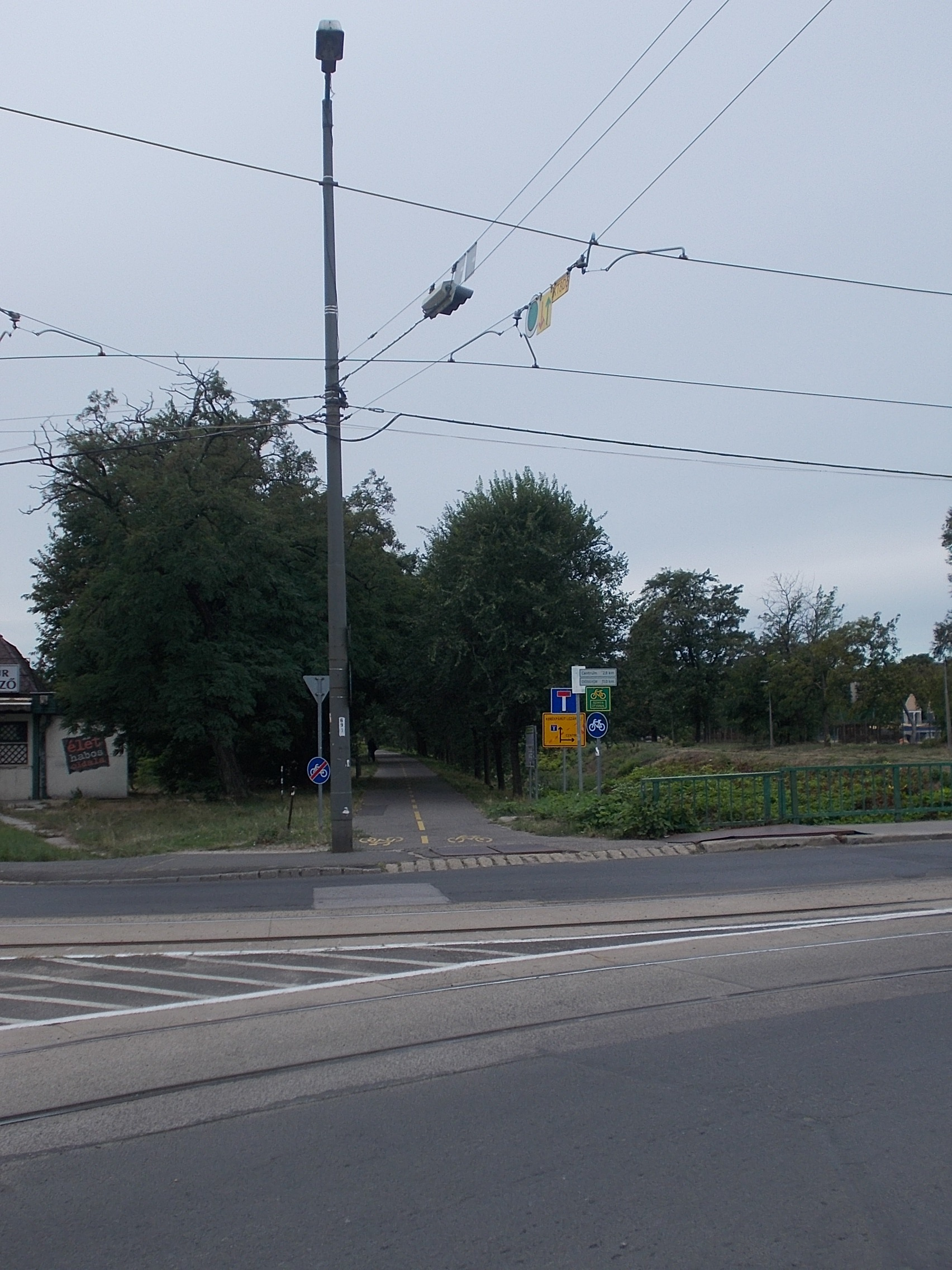
Cyklostezka v uvedené části města na břehu řeky Szinvy.

MÁV-telep, doslova Železniční čtvrť je místní část v maďarském městě Miskolc. 
Nachází se poblíž Tiského nádraží, ve východní části města, mezi říčkou Szinvou a železniční tratí. Východní okraj lokality tvoří náměstí před Tiským nádražím. Přednádražní prostor vyplňují většinou staré domky železničářů, které byly postaveny ještě za Rakousko-Uherska jako domy typizované. Lokalita neměla dlouhodobě ani vyasfaltované ulice. Domy byly ve velké míře v 21. století zbourány.